# Blackout in the Galaxy
Blackout in the Galaxy（ブラックアウト・イン・ザ・ギャラクシー）は上杉昇の1stフルアルバム。

## 内容
上杉昇としては2枚目となるアルバム。キャッチコピーは「いま全てのロックを飲み込んだ、奇跡の声」。シングル2枚を収録した全11曲。参加ミュージシャンはPATAをはじめとした顔ぶれとなっている。

## 収録曲
全作詞曲:上杉昇　(#9J.H.BRUCEとの共作)
1. Blackout in the Galaxy　編曲:上杉昇
キーボード、サンプリングも上杉が担当。
2. 雨音　編曲:堀越信康
al.ni.coの雨音をセルフカバー。雨音の完成バージョンとなっている。
3. 昼の月　編曲:堀越信康
4. poo pee people　編曲:PATA
2ndシングル。
5. (New shit)Tough Luck　編曲:Ra:IN
ギターにPATAが参加。al.ni.coのTough Luckをセルフカバー。リメイクされオリジナルとは違い激しい作品となっている。
6. 寂寥たる荒野に　編曲：堀越信康
7. Unknown　編曲:堀越信康
8. So What　編曲:堀越信康
9. Parade　編曲:堀越信康
10. 飛んで散れ（remix）　編曲:PATA
1stシングル。リミックスだがオリジナルとあまり大きな違いはなく、テイク違いで歌が部分的にオリジナルと異なる。
11. The Bright Lights　編曲:堀越信康

## 参加ミュージシャン
- 上杉昇 (ボーカル)
- 堀越信康（ギター）#2、#3、#6、#7、#8、#9、#11　（ベース）#8
- PATA（ギター）　#4、#5、#10
- 鈴木享明（ベース）#2、#3、#4、#5、#6、#7、#9、#10
- 向山テツ（ドラム） #2、#3、#6、#7、#8、#9
- 平岡恵子（ゲストボーカル） #3
- HALKI（プログラミング）#4、#10
- D.I.E.（キーボード、サンプリング）#5